# Campionati europei di atletica leggera 1938 - 3000 metri siepi
I 3000 metri siepi maschili ai campionati europei di atletica leggera 1938 si sono svolti il 5 settembre 1938.

## Podio
| Oro     | Lars Larsson Svezia    |
| Argento | Ludwig Kaindl Germania |
| Bronzo  | Alf Lindblad Finlandia |

## Risultati
| Pos.    | Nome                  | Nazionalità | Tempo  | Note                  |
| ------- | --------------------- | ----------- | ------ | --------------------- |
| Oro     | Lars Larsson          | Svezia      | 9'16"2 | Record dei campionati |
| Argento | Ludwig Kaindl         | Germania    | 9'19"2 |                       |
| Bronzo  | Alf Lindblad          | Finlandia   | 9'21"4 |                       |
| 4       | Kaarlo Tuominen       | Finlandia   | 9'28"6 |                       |
| 5       | Roger Cuzol           | Francia     | 9'42"2 |                       |
| 6       | Gaston Tinard         | Francia     | 9'43"0 |                       |
| 7       | Ferdinando Migliaccio | Italia      | 9'45"2 |                       |
| 8       | Wacław Soldan         | Polonia     | 9'58"4 |                       |